# Meliosma irazuensis
Meliosma irazuensis är en tvåhjärtbladig växtart som beskrevs av Paul Carpenter Standley. Meliosma irazuensis ingår i släktet Meliosma och familjen Sabiaceae. Inga underarter finns listade.